# Quinto Mario Corrado
Quinto Mario Corrado (Oria, 1508 – Oria, 1575) è stato un umanista italiano.

## Biografia
Attratto dagli studi umanistici, vestì l'abito dei Celestini. Proseguì gli studi all'Università di Bologna, dove fu allievo di Romolo Amaseo, un umanista che sosteneva la superiorità del latino sul volgare. Ordinato sacerdote, tornò a Oria, dove aprì una scuola, ebbe un gran numero allievi.
Nel 1540 si recò a Roma, dietro richiesta del cardinale umanista Aleandro, il quale lo volle come segretario; dopo la morte dell'Aleandro (1542) passò alle dipendenze del cardinale Tommaso Badia. Alla morte di quest'ultimo (1547) ritornò a Oria dove riaprì la scuola.
La sua fama di insegnante e di latinista fu talmente grande da spingere la regina di Polonia Bona Sforza, che nel 1556 si era stabilita a Bari, gli chiese di scrivere la storia della Polonia e del suo regno.
Dalle lettere a Paolo Manuzio, il figlio di Aldo, si apprende che nel biennio 1565-66 Corrado fu allo studio di Napoli e dal 1567 al 1570 a quello di Salerno, dove ricoprì la cattedra di umanità. Secondo il Tafuri rifiutò incarichi allo studio bolognese e alla Sapienza di Roma. Per qualche tempo fu vicario dell'arcivescovo di Oria e Brindisi; poi, tornato nuovamente a Oria, morì nel 1575.

## Opere
- Q. Marii Corradi Uretani, De dialectica liber ex iis quae habet instituta in M. Tullii partitiones oratorias, Neapoli, apud Mattheum Cancrum, 1557.
- Q. Marii Corradi Uretani, Epistolarum libri VIII. Index eorum, ad quos missae sunt epistolae, Venetijs, apud Ioannem Andream Valuassorem, 1565.
- Q. Marius Corradus Uretanus, Caspari Ceruanti Salernitanorum archiepiscopo s.p.d, Neapoli, apud Ioannem de Boy, 1567.
- Q. Marii Corradi Uretani, De divi Francisci Dyrrhachini divinis honoribus, ad ordinem, et populum Uritanum, oratio, Neapoli, apud Iosephum Cacchium, 1571.
- Q. Marii Corradi Uretani, De lingua Latina, ad Marcellum fratrem, libri 13. Nunc ut prior editio, impressorumque industria auctori placita non est, emedati, illustrati, triente pleniores facti, atque his epistolae adiunctae, quibus auctor latini sermonis causam tuetur, Bononiae, apud Societatem typographiae Bononien., 1575.
- Q. Marii Corradi Uretani, De copia latini sermonis, libri quinque. Ad Camillum Palaeotum, cum eius ipsius vita & aliis, quae versa pagina indicabit, Venetiis, apud Franciscum Zilettum, 1581.